# Viola arborescens
Viola arborescens ist eine Pflanzenart aus der Gattung Veilchen (Viola) innerhalb der Familie der Veilchengewächse (Violaceae).

## Beschreibung

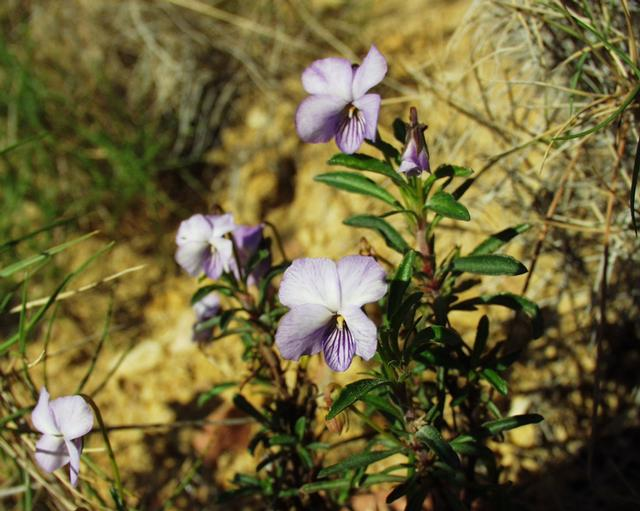
Zweige, Laubblätter und Blüten

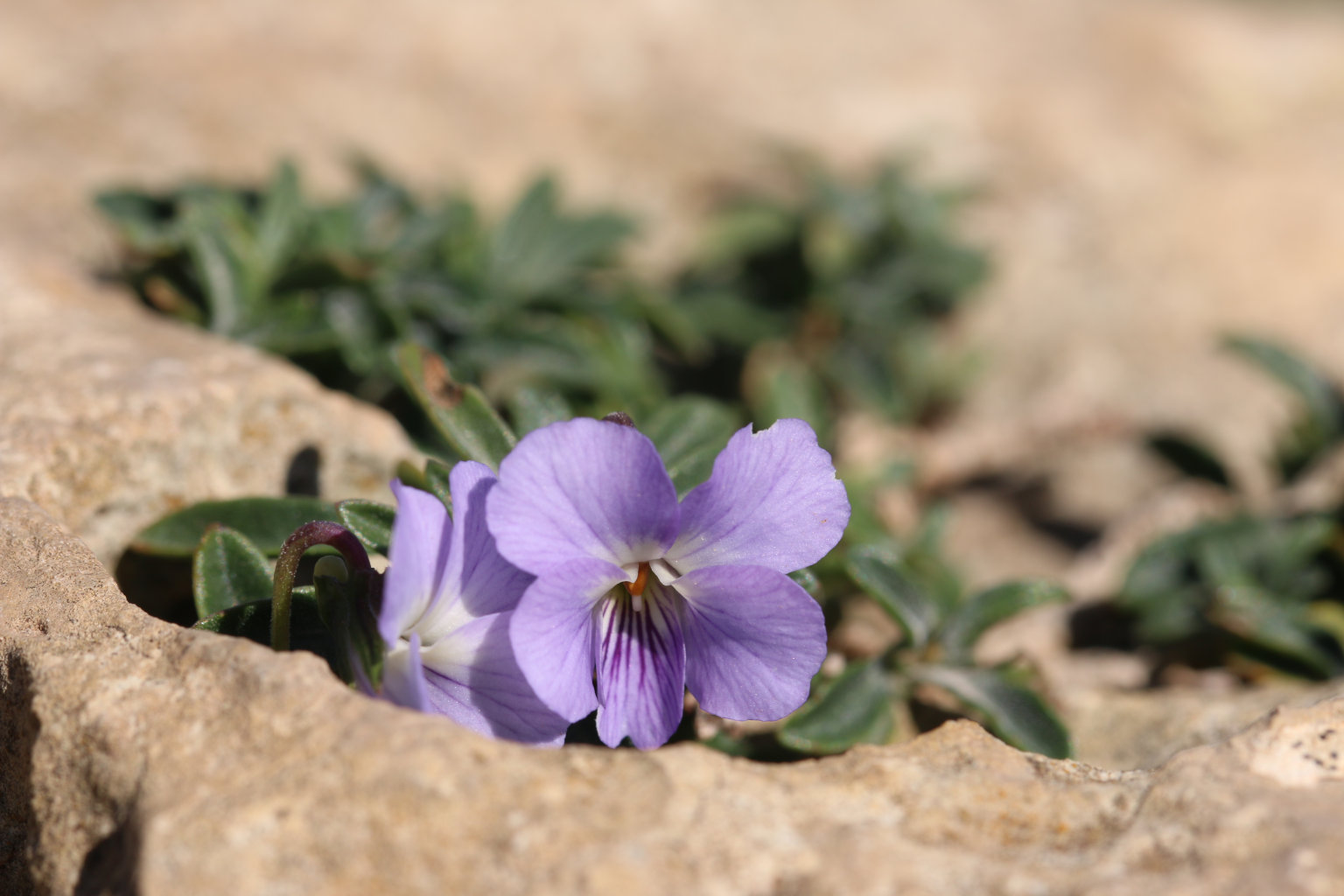
Zygomorphe Blüte

### Vegetative Merkmale
Bei Viola arborescens handelt es sich um einen Halbstrauch, der Wuchshöhen von 10 bis 20 Zentimetern erreicht.
Die Laubblätter sind 50 Millimeter lang. Es sind Nebenblätter vorhanden.

### Generative Merkmale
Die zwittrige Blüte ist bei einer Breite von etwa 15 Millimetern zygomorph und fünfzählig mit doppelter Blütenhülle. Die fünf Kronblätter sind hell-violett oder weiß.
Die Chromosomenzahl beträgt 2n = etwa 52.

## Vorkommen
Es gibt Fundortangaben für Algerien, Marokko, Spanien, die Balearen, das südwestliche Portugal, Frankreich und Sardinien. Viola arborescens ist ein westmediterranes Florenelement mit thermomediterranen Klimaansprüchen. Im thermomediterranen Küstenbereich des westlichen Mittelmeerraum, zumeist in Küstennähe. Oftmals ist Viola arborescens auf Küstenfelsen zu finden.

## Taxonomie
Die Erstveröffentlichung von Viola arborescens erfolgte 1753 durch Carl von Linné in Species Plantarum, Tomus II, S. 935. Das Artepitheton arborescens bedeutet „baumartig“ und beschreibt damit, dass diese Art verholzt.

## Trivialnamen
Der französischsprachige Trivialname „Violette ligneuse“ beschreibt den Hauptaspekt, dass diese Art verholzt. 

## Verwechslung
Bei den als Zierpflanzen angebotenen Viola arborescens handelt in der Regel nicht um Viola arborescens, sondern um das Hohe Veilchen (Viola elatior).